# Eucelatoria meridionalis
Eucelatoria meridionalis är en tvåvingeart som först beskrevs av Townsend 1912.  Eucelatoria meridionalis ingår i släktet Eucelatoria och familjen parasitflugor.
Artens utbredningsområde är Peru. Inga underarter finns listade i Catalogue of Life.